# Малагасійці
Малагасійці (мальгаші, малагасі) — народ, основне населення острівної держави Мадагаскар.

## Чисельність, субетноси та віра
Чисельність малагасійців на о. Мадагаскар — близько 22 млн чоловік; невеликі групи (по 2 тис. чоловік станом на  1987 рік) живуть також на Сейшельських та Коморських островах і у Франції.
Малагасійці поділяються на чимало субетнічних груп:
- меріна
- сіханака
- циміхеті
- антанкарана
- антаймуру
- бецілеу
- бара
- бецімісарака
- антаймуру
- антайсака
- махафалі
- сакалава
- везу

та інші. Розмовляють діалектами малагасійської мови, що належить до австронезійських мов.
Біля половини всіх малагасійців зберігають традиційні вірування, 10 % — мусульмани-суніти; решта сповідують християнство.

## Історія
Етногенез малагасійців вивчений не до кінця. Вважається, що Мадагаскар заселяли вихідці з Індонезії двома самостійними хвилями — до ІІІ століття до н. е. і в 1-й половині 1-го тисячоліття н. е.
В VII—VIII століттях на західному узбережжі з'явилися араби та арабізовані банту (суахілі) зі Сходу Африки; приблизно у ІХ — Х століттях — араби з Аравійського півострову, в XVII—XVIII століттях — раби-африканці, і врешті з встановленням торгових стосунків, експансією, піратством та спробами колонізації — європейці (передовсім французи та британці).
У ХІІІ — XV століттях склалися основні сучасні субетноси малагасійців. Тоді ж виникли перші протодержави. З XVI століття одна з субетнічних груп — меріна помітно підсилилася, і на її базі починається централізація влади та земель інших племен, що завершилася на початку XIX століття створенням королівства Мадагаскар. Королівство було підкорено французами наприкінці XIX століття.
З 1960 року малагасійці розвиваються в незалежній республіці.

## Традиційне господарство, суспільство і культура
Основа господарства — землеробство (головні культури — кава, ваніль, рис). Основна порода худоби — зебу. Дуже розвинуті ремесла. Розвивається промисловість.
Основа традиційної соціальної організації — сільська громада.
Традиційні вірування — культ сил природи і предків, розвинута система табу (фаді), обожнення правителя, його зв'язок з верховним божеством Занахарі.
Біля половини всіх малагасійців зберігають традиційні вірування, 10 % — мусульмани-суніти; решта сповідують християнство.